# Hegyháthodász
Hegyháthodász là một thị trấn thuộc hạt Vas, Hungary. Thị trấn này có diện tích 8,08 km², dân số năm 2010 là 161 người, mật độ 20 người/km².